# Trèo cây lam
Trèo cây lam, tên khoa học Sitta azurea, là một loài chim trong họ Sittidae. Chúng có thể tìm thấy ở Indonesia và Malaysia.